# Nazar Begliýew
Nazar Begliýew (russisch Назар Беглиев, engl. Transkription Nazar Begliyev; * 27. April 1980 in Aşgabat, TuSSR, Sowjetunion) ist ein ehemaliger turkmenischer Leichtathlet, der im Sprint und Mittelstreckenlauf an den Start ging.

## Sportliche Laufbahn
Erste Erfahrungen bei internationalen Meisterschaften sammelte Nazar Begliýew bei den Crosslauf-Weltmeisterschaften 2000 in Vilamoura, bei denen er nach 13:53 min auf den 144. Platz im Kurzrennen gelangte. Anschließend schied er bei den Asienmeisterschaften in Jakarta mit 1:55,84 min in der Vorrunde im 800-Meter-Lauf aus. Im Jahr darauf wurde er bei den Crosslauf-Weltmeisterschaften 2001 in Ostende nach 16:10 min 148. im Kurzrennen und 2003 schied er bei den Hallenweltmeisterschaften in Birmingham mit 1:54,07 min im Vorlauf über 800 Meter aus. Im Jahr darauf belegte er bei den erstmals ausgetragenen Hallenasienmeisterschaften in Teheran in 50,37 s den sechsten Platz im 400-Meter-Lauf und gelangte kurz schied er bei den Hallenweltmeisterschaften in Budapest mit 1:54,72 min im Vorlauf über 800 Meter aus. Im August startete er über 800 Meter bei den Olympischen Sommerspielen in Athen und kam dort mit 1:49,64 min in der ersten Runde aus. Daraufhin beendete er seine aktive sportliche Karriere im Alter von 24 Jahren.

## Persönliche Bestzeiten
- 800 Meter: 1:49,64 min, 25. August 2004 in Athen
  - 400 Meter (Halle): 50,05 s, 7. Februar 2004 in Teheran
  - 800 Meter (Halle): 1:54,07 min, 14. März 2003 in Birmingham (turkmenischer Rekord)